# Syndrome de délétion 22q11.2
Pour les articles homonymes, voir Syndrome de Shprintzen.
 Mise en garde médicale
Le syndrome de délétion 22q11.2, appelé aussi communément syndrome de DiGeorge ou syndrome vélocardiofacial, est une pathologie en rapport avec une microdélétion de la région chromosomale dite de DiGeorge (DGCR), située sur le locus 22q11 du chromosome 22, et qui entraîne la perte du gène TBX1. Les enfants porteurs de cette mutation présentent des malformations cardiaques dans 75 % des cas de type conotroncale, et des anomalies de la partie supérieure de la bouche dans 70 % des cas. Ces anomalies correspondent sur le plan embryologique à une dysgénésie des 3e et 4e arcs pharyngés.
Des troubles biologiques existent, surtout une hypocalcémie en rapport avec une agénésie parathyroïdienne (PTH), et une hypoplasie thymique entraînant une immunodéficience congénitale touchant l'immunité à médiation cellulaire.
90 % des microdélétions 22q11 apparaissent de novo c'est-à-dire que les parents de ces enfants n'ont pas cette anomalie, alors que 10 % des enfants héritent cette délétion d'un de leurs parents.

## Épidémiologie
Le syndrome concerne environ entre une naissance sur 3 000 et une sur 4 000.

## Description
Le diagnostic de microdélétion 22q11 est suspecté chez tout enfant porteur d'une malformation cardiaque de type conotroncale.
- Associé avec des anomalies de la partie supérieure de la bouche tel que incompétence pharyngée entrainant des troubles de la déglutition ou des divisions labiales ou palatines (fente labiopalatine), voile du palais court.
- Associé à un déficit immunitaire sévère du fait de l'hypoplasie du thymus.
- Associé également à une hypocalcémie due à un problème de la glande parathyroïde (facilement soignable).

Un retard mental existe chez un nombre significatif de ces enfants. Une schizophrénie est diagnostiquée chez un adulte sur cinq.
Une des cardiopathies congénitales les plus fréquentes de ce syndrome est la tétralogie de Fallot, et nécessite un traitement chirurgical entre 3 et 6 mois de vie.
La réalisation du caryotype avec la recherche de cette microdélétion par la technique de FISH permet le diagnostic, bien que 1 % des enfants porteurs de ce syndrome le doivent à une anomalie chromosomique telle qu'une translocation.
Des anomalies rénales ou des voies urinaires sont présentes dans plus d'un tiers des cas : agénésie rénale, hypospadias, reflux vésico-urétéral...

## Diagnostic différentiel
- Syndrome de Smith-Lemli-Opitz
- Syndrome d'Alagille
- Syndrome de Goldenhar
- Syndrome de VATER

## Diagnostic anténatal
Le diagnostic anténatal est possible en cas de malformations cardiaques ou de division labiale.
Une détection anténatale est possible grâce aux techniques d'analyse ciblée du génome, notamment ici la FISH ciblée. Une sonde à locus spécifique peut permettre de reconnaître le syndrome microdélétionnel de ce locus spécifique.

## Conseil génétique
Chez les familles à haut risque la recherche de la microdélétion est possible dès deux mois et demi d'aménorrhée par biopsie de trophoblaste.